# Arrakis (ster)
Arrakis (mu Draconis) is een zwakke dubbelster in het sterrenbeeld Draak (Draco). Het systeem bestaat uit twee vrijwel identieke Type F hoofdreekssterren van de zesde magnitude, mu Draconis A en mu Draconis B. De sterren beschrijven een baan met een periode van 672 jaar en een diameter van tussen 62 en 156 AE. Beide benaderden elkaar het dichtst in 1949. Het grootste verschil tussen beide is de rotatiesnelheid. Mu Draconis A roteert eens in de 6 dagen (13 km/s), Mu Draconis B eens in de 3,3 dagen (23 km/s).
Onregelmatigheden in de baan suggereren dat het systeem een derde ster bevat en in de jaren 40 van de twintigste eeuw werd gesuggereerd dat mu Draconis B een kleine begeleider had op een afstand van 0,7 AE en een omlooptijd van 3,3 jaar. Dit is echter "hopeloos inconsistent" met de vastgestelde massa's. Een begeleider, mu Draconis C op ongeveer 360 AE afstand en een omlooptijd van meer dan 4000 jaar is echter wel een mogelijkheid. Als deze begeleider bestaat, is het een type M rode dwerg.

## Trivia
De naam Arrakis is door schrijver Frank Herbert gebruikt voor zijn Duin-boeken, zie hiervoor ook Arrakis (fictieve planeet).